# Parantica melanoides
Parantica melanoides är en fjärilsart som beskrevs av Moore 1883. Parantica melanoides ingår i släktet Parantica och familjen praktfjärilar. Inga underarter finns listade i Catalogue of Life.